# 相川奏多
相川奏多（日语：／ Aikawa Kanata，2004年10月20日—）是日本女性聲優，兵庫縣出身，Music Ray'n所屬。

## 經歷
幼時對唱歌感興趣，小學時曾希望將來從事唱歌的職業。小學五六年級時開始喜歡動畫，並由此知道聲優的存在。在觀看喜歡的動畫時發現主演聲優同時還演唱片尾曲，從而意識到「聲優也可以唱歌」，開始對聲優業產生興趣。順帶一提，當時看的動畫是《七大罪》，演唱片尾曲的是雨宮天，正是自己日後加入的事務所前輩。
中學時在擅長籃球的父親影響下開始打籃球，並因此喜歡上了《影子籃球員》，原本準備加入籃球社，但最終還是加入了使用英語的演劇社團。加入的理由是自己自幼就開始學習英語，也對此感興趣，而且也聽說過聲優在學生時代表演過演劇之事，因此想著應該去學習基礎。
從父母那里聽說了Music Ray'n舉辦的試音，作為挑戰而參加了這場試音。之後通過檔案審查進入二次審查，在三次審查中也通過，並參加了最終審查的集訓。
在2021年播出的動畫《奇蛋物語 Wonder Egg Priority》當中出演主人公大戶愛，是初次主演。

## 人物
興趣是唱歌和讀書，尤其喜歡推理小說，在讀伊坂幸太郎和東野圭吾的作品。順帶一提，最初讀的書是西村京太郎的《夜的狙擊》。
特技是無論在哪裡都能睡著，連站著都能睡著。此外還擅長跳繩。

## 出演作品
※主要角色以粗體字来顯示。

### 電視動畫
2021年
- IDOLY PRIDE（成宮鈴）
- 奇蛋物語 Wonder Egg Priority（大戶愛、另一個愛）

2023年
- 藍色管弦樂（2023年、幼稚園孩子）
- （2023年、かなた）
- World Dai Star（2023年、舞台監督）

## 音樂作品

### 角色歌
| 發售日        | 商品名      | 演唱           | 歌曲                        | 備註                          |
| ------------- | ----------- | -------------- | --------------------------- | ----------------------------- |
| 2020年5月10日 |             | 星見Production | 「」                        | 《IDOLY PRIDE》關聯曲         |
| 2021年2月10日 | IDOLY PRIDE | 星見Production | 「IDOLY PRIDE」             | 電視動畫《IDOLY PRIDE》片頭曲 |
| 2021年2月10日 | IDOLY PRIDE | 星見Production | 「The Sun, Moon and Stars」 | 電視動畫《IDOLY PRIDE》片尾曲 |
| 2021年2月10日 | IDOLY PRIDE | 星見Production | 「」                        | 《IDOLY PRIDE》關聯曲         |

## 備註

### 组合成员
1. ↑  長瀨琴乃（橘美來）、川咲櫻（菅野真衣）、一之瀨（結城萌子）、伊吹渚（夏目ここな）、佐伯遙子（佐佐木奈緒）、白石沙季（宮澤小春）、白石千紗（高尾奏音）、成宮鈴（相川奏多）、早坂芽衣（日向もか）、兵藤雫（首藤志奈）

## 外部連結
- 的X（前Twitter）（日語）